# Film... (émission de télévision)
Film... est une émission de télévision sur le cinéma diffusée sur la BBC, présentée par Barry Norman de 1972 à 1998, par Jonathan Ross de 1999 à 2010 et depuis 2010 par Claudia Winkleman.